# Успение Богородично (Смоймирово)
Вижте пояснителната страница за други значения на Успение Богородично.
„Успение Богородично“ (на македонска литературна норма: „Успение Богородично“) е възрожденска православна църква в малешевското село Смоймирово, Северна Македония. Част е от Струмишката епархия на Македонската православна църква – Охридска архиепископия.

## История
Сегашният храм е издигнат в 1909 година на мястото на по-старата църква.

## Архитектура
В архитектурно отношение е трикорабна базилика с четиристранна апсида на изток. Храмът е с равен дървен таван на трите кораба.

## Иконопис
Храмът е изписан в същата 1909 година от Михалко Голев, Димитър Сирлещов и Костадин Марунчев. Надписът в храма гласи: „Зографи от Разлогъ с. Банско Дим. и Мих. и Кост. 1909 май 30.“ От иконостаса на по-стария храм са запазени 10 икони. В 1871 година струмишкият майстор Григорий Пецанов изписва Свети Георги в цял ръст върху южната иконостасна врата на храма. Подписът му е „Из рука Григоріа зѡграфа синъ Пецановичъ ѿ Струміца 1871 іаннуаріа 10: ыи“. Свети Георги е с дълга мантия, с дълго копие и кръст в дясната ръка и палмова клонка в лявата. Главата е композирана и изрисувана отлично, а типажът е ориенталски - тъмен, с черна къдрава коса и големи очи. Забележителна е резбата по иконостаса, дело на местни майстори.